# Сърцето на дракона
„Сърцето на дракона“ (на английски: Dragonheart) е американски приключенски фентъзи филм от 1996 г. на режисьора Роб Коен. През 2000 г. излиза продължението „Сърцето на дракона: Ново начало“, а през 2015 г. – прелюдията „Сърцето на дракона: Проклятието на магьосника“.

## Актьорски състав
| Актьор          | Роля               |
| --------------- | ------------------ |
| Денис Куейд     | Боуен              |
| Шон Конъри      | Драко (глас)       |
| Дейвид Тюлис    | крал Ейнон         |
| Пийт Постълуейт | Гилберт Глокенспур |
| Дина Мейър      | Кара               |
| Джейсън Айзъкс  | лорд Фелтън        |
| Брайън Томпсън  | Брок               |
| Джули Кристи    | кралица Айслин     |

## Награди и номинации
| Категория                   | Номиниран(и)               | Резултат                |
| Оскар (24 март 1997 г.)     | Оскар (24 март 1997 г.)    | Оскар (24 март 1997 г.) |
| --------------------------- | -------------------------- | ----------------------- |
| Най-добри визуални ефекти   | Най-добри визуални ефекти  | номинация               |
| Сателит (15 януари 1997 г.) |                            |                         |
| Най-добри визуални ефекти   | Най-добри визуални ефекти  | номинация               |
| Сатурн (23 юли 1997 г.)     |                            |                         |
| Най-добър фентъзи филм      | Най-добър фентъзи филм     | награда                 |
| Най-добри костюми           | Най-добри костюми          | номинация               |
| Най-добри специални ефекти  | Най-добри специални ефекти | номинация               |
| Най-добра музика            | Ранди Еделман              | номинация               |